# Sheikhzadeh

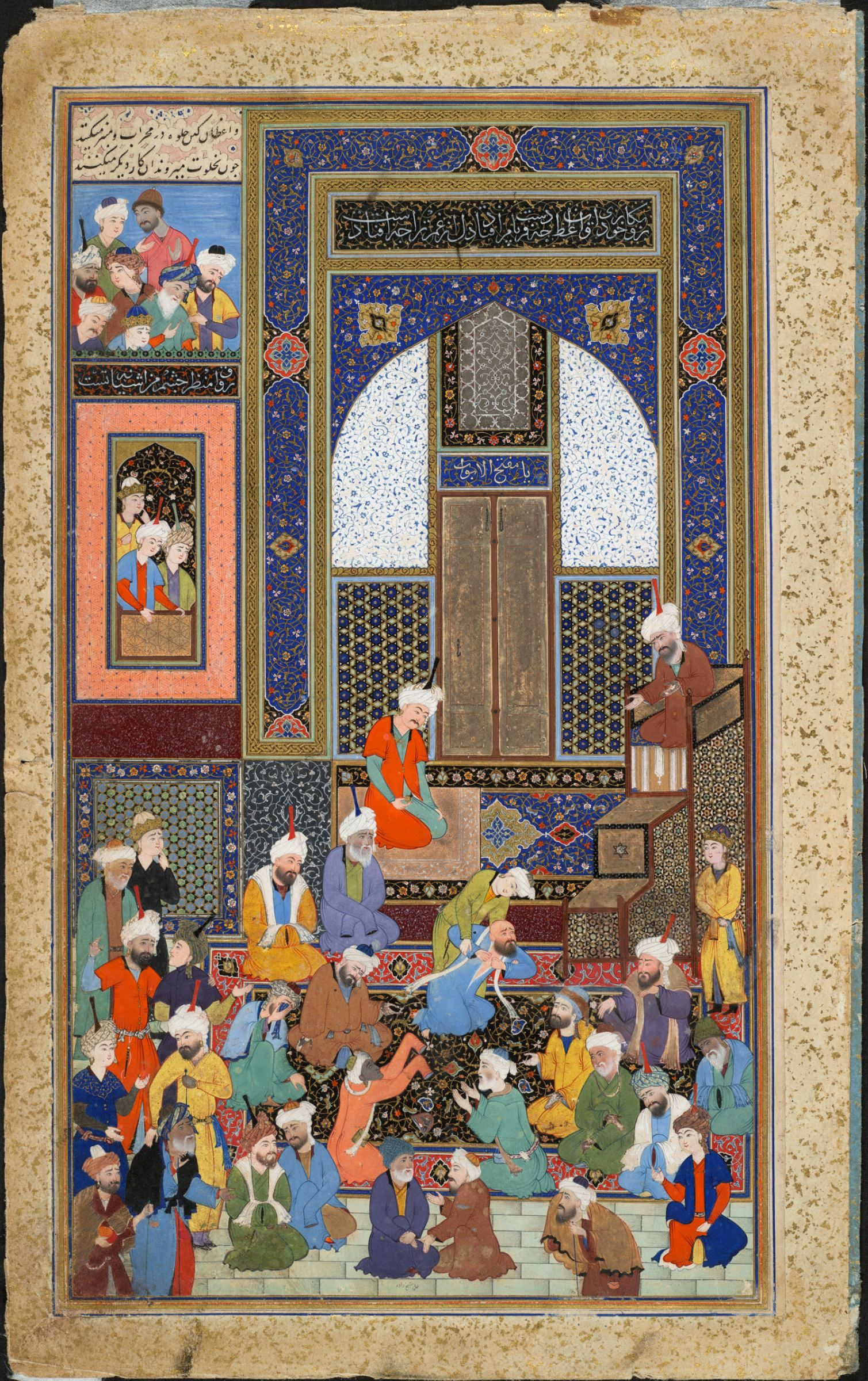
Sheikhzadeh. "Scène à la mosquée". Miniature, 1526-1527, extraite du Divan d'Hafez, Cambridge, Arthur M. Sackler Museum.

Sheikhzadeh (également Sheikhzada ou Cheikh-Zadeh) est un miniaturiste persan qui fut actif à Hérat vers 1520-1530 et ensuite à Boukhara vers 1530-1560.

## Biographie
Ses dates de naissance et de mort nous sont inconnues. Il commence sa carrière à Hérat qui entre le XVe siècle et le XVIe siècle était une des villes les plus importantes de l'Orient islamique dans le domaine des arts et des lettres. Son nom est cité par un chroniqueur de l'art islamique et historien ottoman du XVIIe siècle, Moustapha Ali. 
Celui-ci signale que Sheikhzadeh est originaire du Khorassan et que c'est un élève du fameux Behzâd. La seule miniature signée de sa main qui nous soit parvenue est celle intitulée « Scène à la mosquée » qui est extraite du recueil de poèmes d'Hafez, Le Divan et qui a été composée en 1526-1527. Actuellement le manuscrit est scindé en deux : une partie est conservée à Cambridge (Massachusetts) au musée Sackler de l'université Harvard, et l'autre au Metropolitan Museum of Art de New York. En se fondant sur cette œuvre, certains experts - et notamment Stuart Cary Welch - estiment que Sheikhzadeh a passé la première moitié de sa vie à Hérat et lui attribuent une autre miniature de ce manuscrit, intitulée « Le Jeu de polo». En outre, Sheikhzadeh est l'auteur de quatorze des quinze miniatures du « Khamseh » (quintuple poème de Nizami), datant de 1524-1525 et conservées aujourd'hui au Metropolitan Museum of Art, ainsi que de quatre des cinq illustrations du « Divan » (recueil de vers)  d'Alicher Navoy (1526-1527, conservé à la Bibliothèque nationale de Paris). 

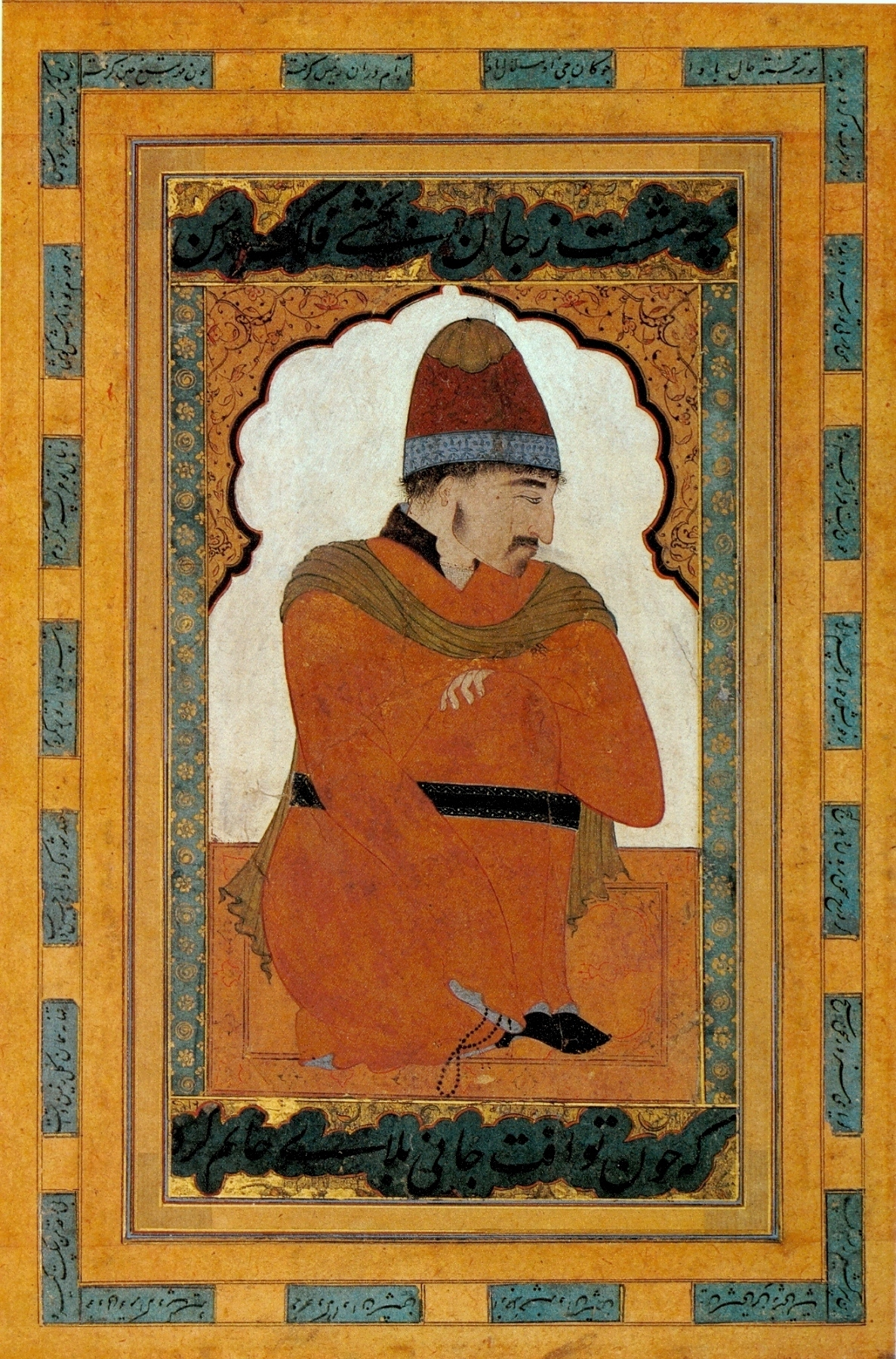
Sheikhzadeh (?) Portrait d'un derviche soufi, vers 1535. Metropolitan Museum of Art.

La ville d'Hérat est assiégée en 1529 et prise par le sultan Oubaïdoulla Khan de Boukhara, issu de la dynastie des Cheïbanides, et c'est ainsi qu'une partie des copistes et miniaturistes de la bibliothèque (kitabkhaneh) d'Hérat sont envoyés à la cour de Boukhara. Parmi eux Sheikhzadeh et le fameux calligraphe Mir Ali. Ce n'était pas la première fois dans l'histoire que des maîtres d'Hérat étaient envoyés à Hérat. Seikhzadeh est donc lié à l'école de Boukhara. De cette période nous est parvenu le manuscrit de 1538 intitulé « Haft manzar » (Les Sept pavillons) du poète Khatifi qui est conservé aujourd'hui à la Freer Gallery of Art de Washington, et dont Sheikhzadeh a participé à l'illustration. Ce manuscrit a été composé pour Abdalaziz Bakhadour Khan, le quatrième souverain du khanat de Boukhara. Celui-ci était grand protecteur des arts et amateur éclairé. Dans la miniature de ce manuscrit qui est intitulée « Bahram Gour dans le pavillon noir », on remarque que les éléments architecturaux de la composition sont copiés de la miniature « Scène à la mosquée » du Divan d'Hafez que Sheikhzadeh avait peinte quelque dix ans plus tôt. 
Certains experts sont d'avis que le splendide  « Portrait d'un derviche soufi » du Metropolitan Museum est également issu du pinceau de Sheikhzadeh, mais cela n'est pas unanime.  E. Bahari, historien d'art et expert de l'œuvre de Behzâd, a émis des arguments relativement convaincants, selon lesquels Sheikhzadeh et l'artiste Mahmoud Mouzahhib (qui a œuvré à Boukhara entre 1530 et 1550 environ) sont une seule et même personne. Mahmoud Mouzahhib était calligraphe, enlumineur et peintre de miniatures. Il a eu le fameux peintre boukhariote Abdoullah comme élève.   
Sheikhzadeh appartient à une pléiade de grands artistes, tels que Kassim Ali, Agha Mirek, ou encore Mouzaffar Ali, tous élèves de Behzâd, qui ont porté loin l'art de leur maître.